# Девятиугольник
Девятиуго́льник — многоугольник с девятью углами. Девятиугольником также называют всякий предмет, имеющий такую форму.

## Площадь девятиугольника без самопересечений
Площадь девятиугольника без самопересечений, заданного координатами вершин, определяется по общей для многоугольников формуле.

## Выпуклый девятиугольник
Выпуклым девятиугольником называется такой девятиугольник, у которого все его точки лежат по одну сторону от любой прямой, проходящей через две его соседние вершины.
Сумма внутренних углов выпуклого девятиугольника равна 1260°.
{\displaystyle \sum _{i=1}^{9}{\alpha _{i}=}(9-2)\cdot 180^{\circ }=7\cdot 180^{\circ }=1260^{\circ }}

## Правильный девятиугольник

Правильный девятиугольник

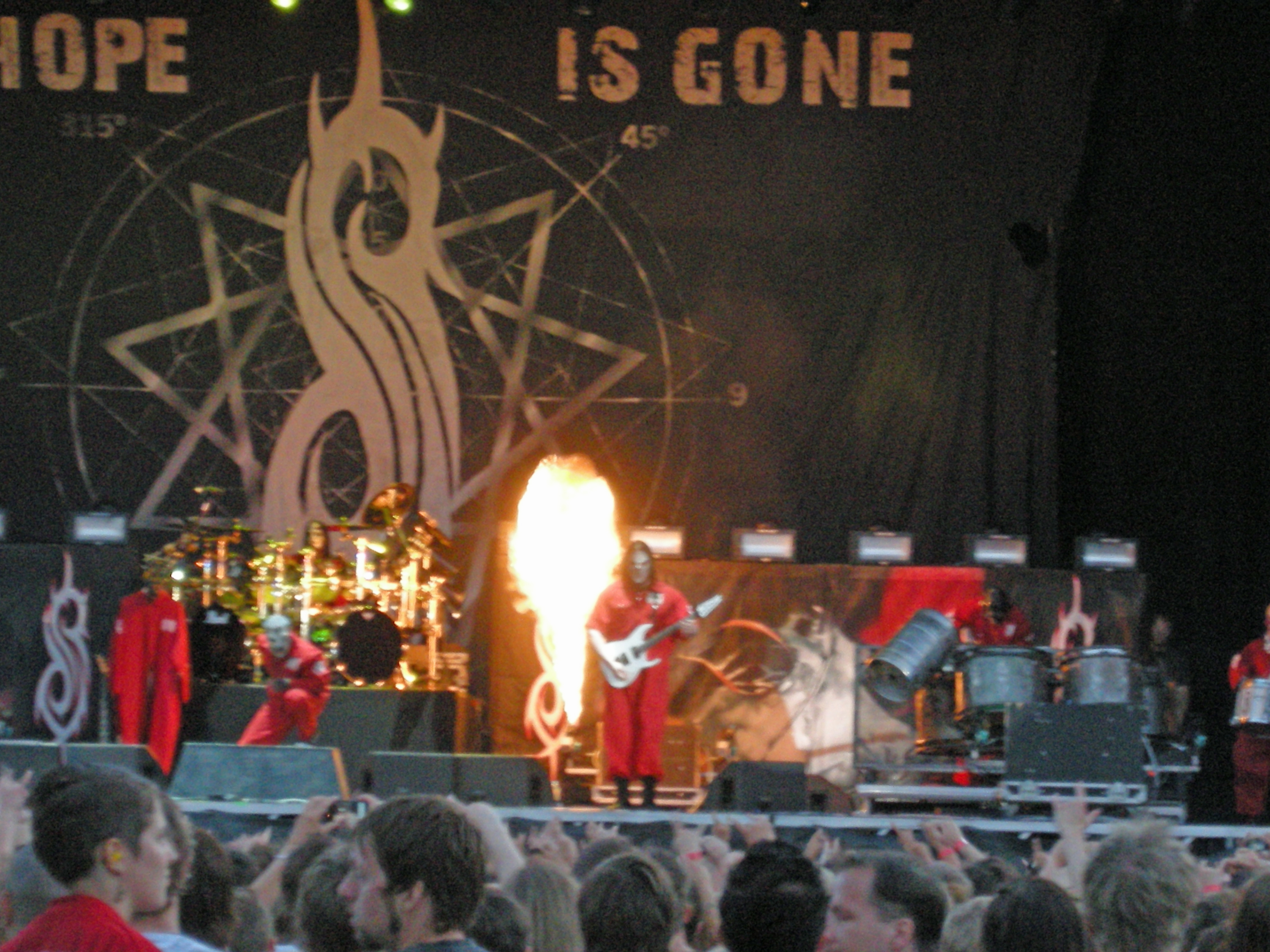
Логотип группы Slipknot

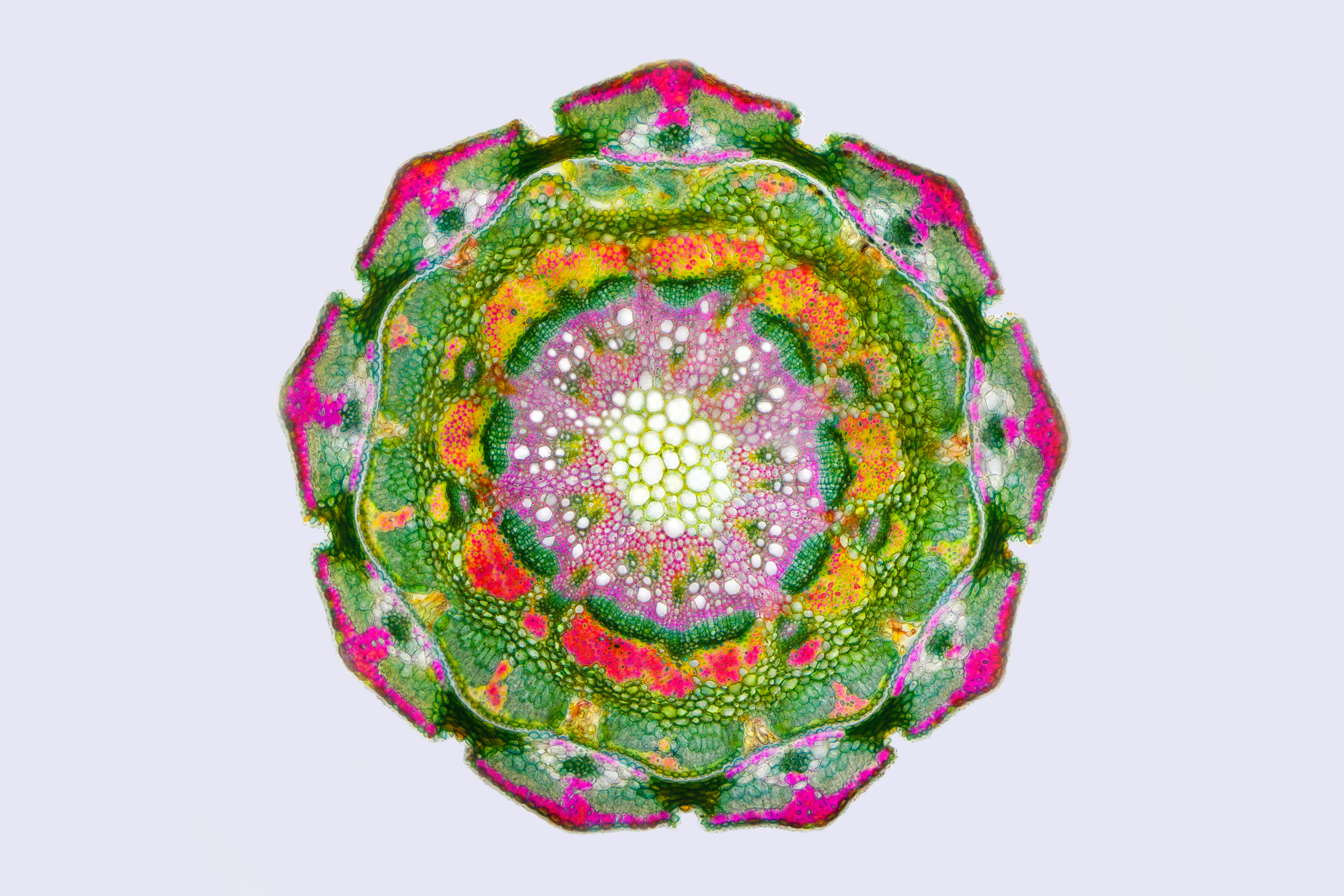
Поперечный срез побега Casuarina equisetifolia

Правильным называется девятиугольник, у которого все стороны равны, а все внутренние углы равны 140°.

## Девятиугольник в поп-культуре
Девятиугольник, как термин, иногда упоминается в массовой культуре. Например, американская группа They Might Be Giants имеет в своём репертуаре песню «Девятиугольник» (англ. Nonagon) вошедшею в детский альбом «Here Come the 123s» (2008 г.).
Также, известная рок-группа Slipknot в качестве части своего логотипа использует сложенный из трёх треугольников звёздчатый девятиугольник, каковым, как известно, является многоугольник, у которого все стороны и углы равны, а вершины совпадают с вершинами правильного девятиугольника.